# نويليس ليه هوميريس
نويليس ليه هوميريس (بالفرنسية: Noyelles-lès-Humières)‏ هي بلدية تقع في إقليم باد كاليه من منطقة نور با دو كاليه في شمال فرنسا. تبلغ مساحة هذه المدينة 1.16 (كم²)، وترتفع عن سطح البحر 109 م، يبلغ عدد سكانها 56 نسمة حسب إحصاء المعهد الوطني للإحصاء والدراسات الاقتصادية سنة 2009 م. وترأس Gérard Cucheval البلدية خلال فترة (2001-2008).